# Fuchsia denticulata
Fuchsia denticulata (Syn.: Fuchsia serratifolia Ruiz & Pav.) ist eine Pflanzenart aus der Familie der Nachtkerzengewächse (Onagraceae).

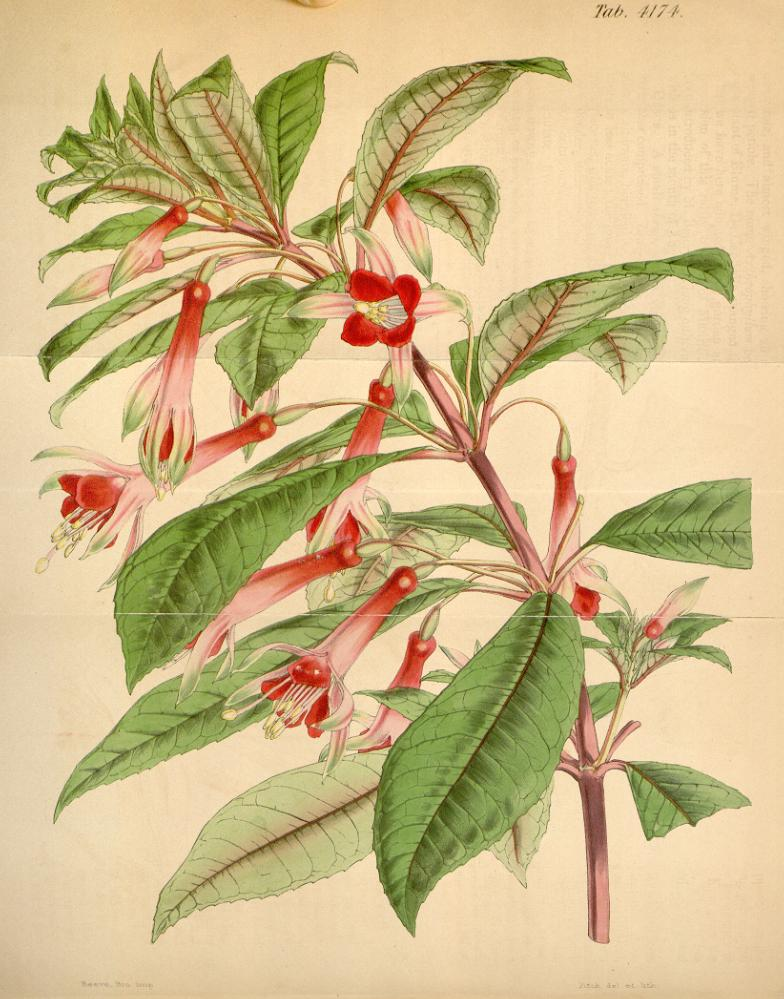
Illustration

## Beschreibung
Fuchsia denticulata wächst als laubabwerfender Strauch bis zu 4 Meter hoch oder als Kletterpflanze einige Meter hoch. Sie zeichnet sich durch wirtelige, selten gegenständige Laubblätter aus, die an der Oberseite glänzend dunkelgrün, kahl und an der Unterseite hellgrün sind. Die festen, eiförmigen, -lanzettlichen bis elliptischen oder verkehrt-eiförmigen, -eilanzettlichen Blätter sind spitz und am Rand fein gezähnt. Die Nebenblätter sind abfallend.
Die hängenden Büten erscheinen achselständig zu mehreren. Die rötlichen Blüten haben einen relativ langen, innen im unteren Teil zottig behaarten und außen meist kahlen bis feinhaarigen „Tubus“. Die gestielten, vierzähligen Blüten sind zwittrig mit doppelter Blütenhülle. Die Blütenstiele sind dicklich und meist kahl. Die aufrechten, orange-roten Kronblätter sind etwas kürzer als die spitzen, etwas spreizenden bis ausladenden Kelchblätter mit grünlichen bis weißlichen Spitzen. Es sind 8 Staubblätter und ein unterständiger Fruchtknoten mit langem, keulenförmigem, kahlem Griffel mit kopfiger, schwach gelappter Narbe vorhanden, sowie ein Diskus.
Es werden essbare, bis 2,5 Zentimeter lange, ellipsoide, glatte, glänzende und grün-purpurne, vielsamige Beeren gebildet.
Die Chromosomenzahl beträgt 2n = 22.

## Kultur
In zahlreichen Fuchsiensorten wurde diese Art eingekreuzt. Fuchsienliebhaber zählen sie zu den schönsten Wildarten dieser Gattung.

## Herkunft
Fuchsia denticulata stammt aus Bolivien und Peru. Sie kommt bis auf 4.000 Meter Höhe vor, ist allerdings wenig frosthart.